# Colis-voiturage
 (septembre 2016).
Le colis-voiturage, covoiturage de colis ou le crowdshipping en anglais est le transport de colis pour des particuliers grâce à l'utilisation d'un véhicule par un conducteur non professionnel.
Il permet au conducteur de rembourser une partie des frais de transport tout en développant le lien social. L'expéditeur peut quant à lui envoyer des colis à moindre coût. Le colis-voiturage a également une dimension écologique en augmentant le remplissage des véhicules. Le colis-voiturage s'inscrit dans le développement de l'économie collaborative.
En France, le colis-voiturage est une activité en plein essor, via des plateformes communautaires.
Le covoiturage de colis repose en grande partie sur la confiance entre particuliers.